# فولنيت باشا
فولنيت باشا (بالألبانية: Vullnet Basha) (11 يوليو 1990 بلوزان في سويسرا - ) هو لاعب كرة قدم ألباني في مركز الوسط. شارك مع منتخب سويسرا تحت 19 سنة لكرة القدم ومنتخب سويسرا تحت 20 سنة لكرة القدم ومنتخب سويسرا تحت 21 سنة لكرة القدم ومنتخب ألبانيا لكرة القدم. أما مع النوادي، فقد لعب مع بونفيرادينا وريال سرقسطة ونادي سيون ونادي غراسهوبر زيوريخ ونادي لوزان ونادي نوشاتل زاماكس.

## روابط خارجية
- فولنيت باشا على موقع قاعدة بيانات كرة القدم.إي يو (الإنجليزية)
- فولنيت باشا على موقع ناشيونال فوتبول تيمز (الإنجليزية)
- فولنيت باشا على موقع Soccerway.com (الإنجليزية)
- فولنيت باشا على موقع عالم كرة القدم.نت (الإنجليزية)
- فولنيت باشا على موقع أوليمبيديا (الإنجليزية)
- فولنيت باشا على موقع AS.com (الإسبانية)